# Bogd járás (Bajanhongor)
Bogd járás (mongol nyelven: Богд сум) Mongólia Bajanhongor tartományának egyik járása. Területe 3983 km². Népessége kb. 3200 fő.
Székhelye Horiult (Хориулт), mely 129 km-re délre fekszik Bajanhongor tartományi székhelytől.